# Módulo simple
En matemáticas, específicamente en teoría de anillos, los módulos simples sobre un anillo R son los módulos (izquierdos o derechos) sobre R que no tienen ningún submódulo propio no nulo. De forma equivalente, un módulo M es simple si y sólo si cada submódulo cíclico  generado por un  elemento no nulo de M es igual a M.  Los módulos simples son los bloques constituyentes de los módulos de longitud finita, y  son análogos a los grupos simples en teoría de grupos.

## Ejemplos
Los Z-módulos son lo mismo que los grupos abelianos, así que un Z-módulo simple es un grupo abeliano que no tiene ningún subgrupo propio no nulo.  Estos son los grupos cíclicos de orden primo.

## Propiedades básicas
- Los módulos simples son precisamente los módulos de longitud 1; esto es una reformulación  de la definición.
- Todo módulo simple es indescomponible, pero la afirmación conversa no es cierta en general.

## Módulos simples y series de composición
Si M es un módulo que tiene un  submódulo propio N no nulo, entonces  existe secuencia exacta corta:
{\displaystyle 0\to N\to M\to M/N\to 0.}